# Palazzo della Minerva

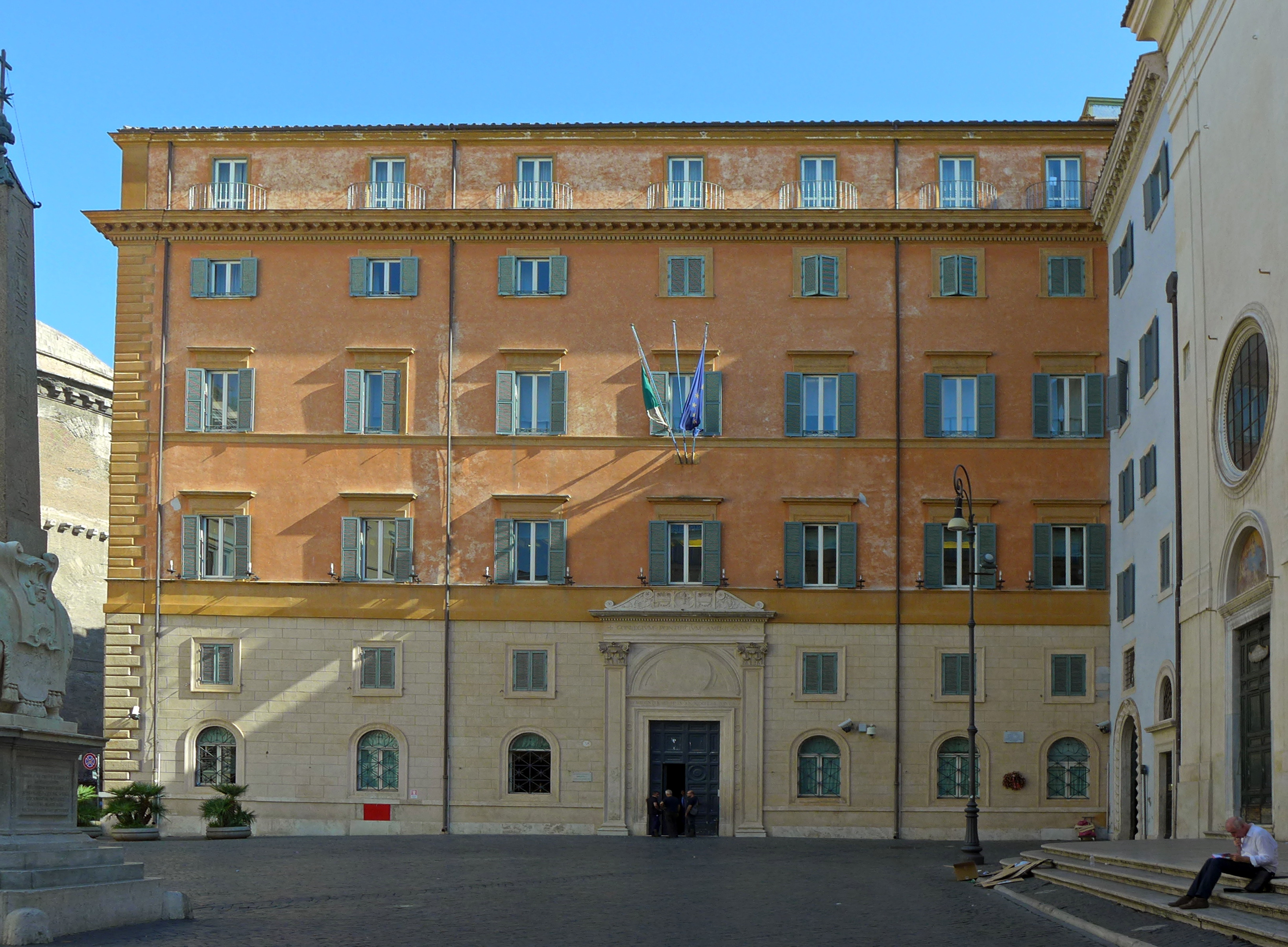
Fachada na Piazza della Minerva.

Palazzo della Minerva é um palácio localizado no lado norte da Piazza della Minerva, no rione Pigna de Roma, um antigo convento dominicano e hoje a sede do Collegio Pontificio Americano del Sud.

## História
Encostado do lado direito da igreja de Santa Maria sopra Minerva está um edifício que abrigava o antigo convento dominicano construído na segunda metade do século XVI por Vincenzo Giustiniani, o mestre-geral da ordem. O complexo formado pela igreja e pelo convento eram a fortaleza central dos dominicanos, que, por seu ardor na defesa contra a heresia, eram conhecidos como "Domini canes" ("cães do Senhor" em latim). O palácio propriamente dito foi ampliado entre 1638 e 1641 com base num projeto de Paolo Maruscelli e se transformou num enorme complexo que se transformou na sede da Congregação do Santo Ofício, que celebrava ali suas reuniões semanais e realizava ali seus julgamentos tribunais (na dita Sala Galileiana, cujo nome é uma referência ao famoso julgamento de Galileu Galilei, condenado em 1633 a abjurar sua teoria heliocêntrica). Novas reformas foram realizadas no século XIX pelo famoso arquiteto Andrea Busiri Vici por ordem do papa Pio IX, que destinou o palácio a ser a sede do Collegio Pontificio Americano, como ainda hoje indica a inscrição sobre o portal. 
Depois da captura de Roma (1870), o palácio foi confiscado pelo estado italiano, que instalou ali o Ministero della Pubblica Istruzione, della Ricerca Scientifica e Tecnologica e delle Poste. O edifício ainda hoje abriga escritórios do governo italiano, servindo atualmente como anexo com escritórios para os deputados federais.